# Zakariya (profeet)
Zakariya of Zakarya (Arabisch: زكريّا) in de islam een profeet die door God werd gezonden naar de Bani Isra'iel (Israëlieten). Zijn vrouw zou Isha heten en zou de tante zijn van Maryam (Maria), de moeder van de boodschapper Isa (Jezus). Zakariya is een van de profeten wier naam voorkomt in de Koran. Hij is in het christendom bekend als Zacharias. 
Het geslacht van Zakariya gaat terug tot de boodschapper Dawud (David). Uitgaande van zijn gebeden in de Koran zou zijn nageslacht zelfs verder doorgetrokken kunnen worden naar de profeet Yaqub (Jacob).
Zakariya was de vader van profeet Yahya (Johannes) en tevens een wijze geleerde en raadgever voor het Israëlitische volk. Daarnaast was hij de verzorger en opvoeder van Maryam.
Zakariya wordt in de Koran in vier verschillende soera's genoemd. In soera Het Vee wordt hij met Yahya, Isa en Ilyas tot de "deugdzamen" gerekend. En in soera De Profeten komt zijn naam voor naast die van zijn zoon Yahya, maar minder uitgebreid dan in de overige twee soera's.
In soera Het Geslacht van Imraan en soera Maria staan twee vergelijkbare verhalen, met de volgende elementen:
- hoewel zowel hijzelf als zijn vrouw al oud zijn, koestert Zakariya de wens van een nakomeling, waarvoor hij ook bidt;
- een engel kondigt aan dat hij een zoon zal krijgen, die hij Yahya moet noemen;
- als teken spreekt hij na de ontmoeting met de engel drie dagen niet dan door gebaren.

Verder zou Mohammed volgens een Hadith, die door Aboe Hoeraira is overgeleverd, hebben gezegd dat Zakariya van beroep timmerman was.
De profeet Zakariya was een groot profeet die vaak tot God bad en zichzelf volledig overgaf aan de wil en geboden van God.

## Dood
Zakariya werd uiteindelijk omgebracht door rebellerende polytheïsten en hij is een sjahied in de islam. Volgens de overleveringen zou hij door de polytheïsten van zijn eigen volk zijn vermoord. Zakariya ligt begraven in de Grote moskee van Aleppo in Syrië.